# Metastelma quitense
Metastelma quitense är en oleanderväxtart som först beskrevs av K. Scham., och fick sitt nu gällande namn av S. Liede. Metastelma quitense ingår i släktet Metastelma och familjen oleanderväxter. Inga underarter finns listade i Catalogue of Life.